# Pfarrkirche Großstübing

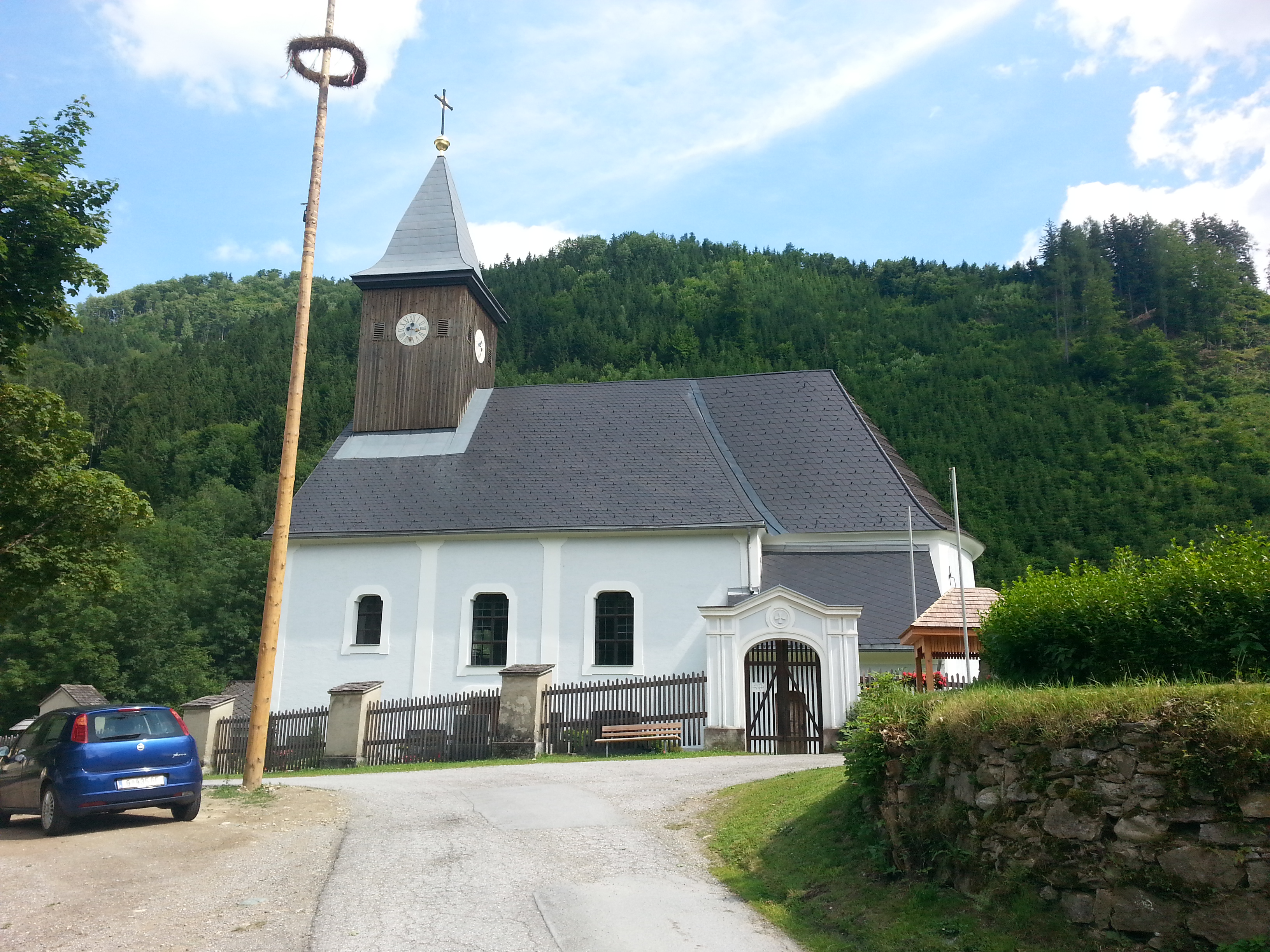
Die Kirche im Juli 2013

Die Pfarrkirche Großstübing ist die römisch-katholische Pfarrkirche im Ort Großstübing in der Marktgemeinde Deutschfeistritz im Bezirk Graz-Umgebung in der Steiermark. Die auf die heilige Anna geweihte Kirche gehört zum Dekanat Rein in der Diözese Graz-Seckau. Ihre Geschichte führt bis in die zweite Hälfte des 18. Jahrhunderts zurück.

## Geschichte
Die Kirche wurde zwischen 1786 und 1788 von Martin Rothmayr erbaut. Sie wurde anschließend dem Stift Rein inkorporiert.

## Beschreibung
Die Kirche orientiert sich nach Westen. Die östliche Fassade wurde 1855 gestaltet. An ihr befindet sich eine Mittelnische mit einer Anna selbdritt darstellende Reliefgruppe. Diese Reliefgruppe wurde 1856 entworfen. Auf dem Kirchendach befindet sich ein hölzerner Dachreiter mit einem Spitzhelm und einer von Johann Feltl 1853 gegossenen Glocke.
Das Gebäude ist eine Saalkirche und ist zum Chor hin gerundet. Der niedrige und schmale Chor hat einen Kreissegmentschluss. Sowohl das Langhaus wie auch der Chor werden von einem Flachtonnengewölbe überspannt. Die vorschwingende, auf zwei Pfeilern sitzende Empore befindet sich im östlichen Teil der Kirche. Die Kanzel wurde 1810 errichtet.
Der Hochaltar stammt aus dem Jahr 1810 und das Altarblatt zeigt die von Matthias Schiffer gemalte Anna selbdritt. Weiters stehen von Leopold Zeillinger gestaltete, weiß angemalene Statuen am Hochaltar. Das spätgotische Kruzifix der Kirche stammt aus der Zeit zwischen 1510 und 1520. Das schmiedeeiserne Kommuniongitter wurde 1833 von Paul Kocher angefertigt. Die barocken Kirchenstühle stammen ursprünglich aus einer Grazer Klosterkirche. Die drei gläsernen Luster stammen aus der Mitte des 19. Jahrhunderts. Die seinerzeitige Orgel aus 1832 wurde 2007 durch eine Orgel von Walter Vonbank ersetzt.